# Vlag van Monster

Vlag van de gemeente Monster (1973-2004)

De vlag van Monster is op 27 februari 1973 bij raadsbesluit vastgesteld als de gemeentevlag van de Zuid-Hollandse gemeente Monster. De vlag kan als volgt worden beschreven:
Drie banen van gelijke hoogte in wit, zwart en wit, met over het geheel een liggende wassenaar ter hoogte van 2/3 van de vlaghoogte, met de opening naar boven, van het een in het ander.
De wassenaar en de kleuren van de vlag zijn ontleend aan het gemeentewapen. Het ontwerp is afkomstig van de Stichting voor Banistiek en Heraldiek.
Op 1 januari 2004 is Monster opgegaan in de gemeente Westland. De vlag is daardoor als gemeentevlag komen te vervallen.

## Verwante afbeeldingen

Het wapen van Monster

Alkemade 
· Ameide 
· Ammerstol 
· Arkel 
· Asperen 
· Benthuizen 
· Bergambacht 
· Bergschenhoek 
· Berkel en Rodenrijs 
· Bernisse 
· Binnenmaas 
· Bleiswijk 
· Bleskensgraaf en Hofwegen
· Bodegraven 
· Boskoop
· Brielle 
· Cromstrijen 
· De Lier 
· Delfshaven 
· Dirksland 
· Everdingen 
· Geervliet 
· Giessenburg 
· Giessenlanden
· Goedereede 
· Goudswaard 
· Graafstroom 
· 's-Gravendeel 
· 's-Gravenzande 
· Groot-Ammers
· Hagestein 
· Haastrecht 
· Hazerswoude 
· Heenvliet 
· Heerjansdam 
· Hei- en Boeicop
· Heinenoord
· Hellevoetsluis 
· Hillegersberg
· Jacobswoude
· Kamerik
· Korendijk
· Koudekerk aan den Rijn
· Krimpen aan de Lek
· Langerak
· Leerdam
· Leidschendam
· Leimuiden
· Lexmond
· Liemeer
· Liesveld
· Maasland
· Middelharnis
· Mijnsheerenland
· Moerhuizen
· Moerkapelle
· Molenwaard
· Monster
· Moordrecht
· Naaldwijk
· Nederlek
· Nieuw-Beijerland
· Nieuwerkerk aan den IJssel
· Nieuw-Lekkerland
· Nieuwpoort
· Nieuwveen
· Noordwijkerhout
· Nootdorp
· Numansdorp
· Oostflakkee
· Oostvoorne
· Oud-Alblas
· Oud-Beijerland 
· Oude-Tonge 
· Oudenhoorn 
· Ouderkerk 
· Ouderkerk aan den IJssel
· Overschie
· Piershil 
· Pijnacker 
· Poortugaal 
· Puttershoek 
· Reeuwijk 
· Rhoon 
· Rijnsaterwoude 
· Rijnsburg 
· Rijnwoude 
· Rockanje 
· Rozenburg 
· Sassenheim 
· Schelluinen 
· Schipluiden 
· Schoonhoven 
· Schoonrewoerd 
· Sommelsdijk 
· Spijkenisse 
· Streefkerk 
· Strijen 
· Ter Aar 
· Valkenburg 
· Vianen 
· Vierpolders 
· Vlist 
· Voorburg 
· Voorhout 
· Warmond 
· Wateringen 
· Westmaas 
· Westvoorne 
· Woerden 
· Woubrugge 
· Zederik 
· Zevenhoven 
· Zevenhuizen 
· Zevenhuizen-Moerkapelle 
· Zuid-Beijerland 
· Zuidland 
· Zwammerdam 
· Zwartewaal